# Frédéric Bastiat

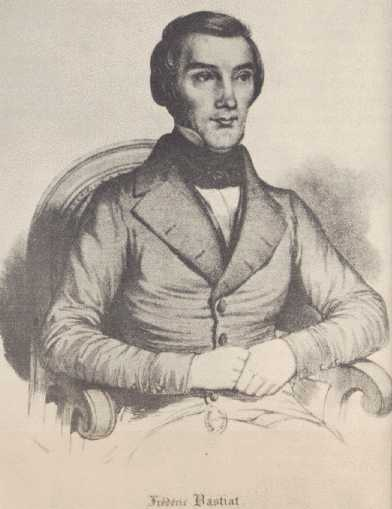
Frédéric Bastiat

Frédéric Bastiat (n. 30 iunie 1801, Bayonne, Aquitaine, Franța – d. 24 decembrie 1850, Roma, Statele Papale) a fost un economist, jurnalist și om politic francez, reprezentant important al liberalismului.

## Opera
- La Legea, 1850
- Statul. Ce se vede și ce nu se vede